# Kleefmijn
Een kleefmijn of zuigmijn is een mijn die zich vasthecht aan een schip. Er werden ook kleefmijnen gebruikt bij het landleger om op tanks of andere legervoertuigen te plaatsten. Maar meestal werden zulke mijnen gebruikt om schepen te vernietigen terwijl ze in een haven of ergens voor anker lagen. De eerste magnetische kleefmijnen tijdens de Eerste Wereldoorlog wogen 45 kg en men moest met twee duikers de zeemijn hanteren en samen tegen de scheepsromp plaatsen. Later kon dit karwei met één duiker. Men moest een ontstekingstijd instellen, om genoeg tijd te hebben om zichzelf in veiligheid te brengen. Zulke kleefmijnen zijn meestal rond, ongeveer 50 cm doorsnee en ongeveer  15 à 20 cm hoog en meestal met een handvat.

## Geschiedenis
Kleefmijnen werden voor het eerst gebruikt tijdens de Eerste Wereldoorlog, vooral door de Italiaanse Regia Marina. Op 1 november 1918 brachten twee Italiaanse kikvorsmannen de trots van de Oostenrijkse-Hongaarse vloot tot zinken in de haven van Pula in Kroatië, het slagschip SMS Viribus Unitus. De Italianen bevonden zich deze keer in het overwinnende kamp en dus spraken de toenmalige kranten van een "heldendaad".

## Raffaele's
De eerste die met zulk idee naar voren kwam was de militaire scheepsarts luitenant-ter-zee Raffaele Paolucci. Dokter Paolucci was al een hele tijd bezig met een plan om de haven van Pula te infiltreren en een van de grootste slagschepen uit te schakelen. Paolucci speelde zijn plan door naar een ingenieur en majoor Raffaele Rossetti, die een niet-ontplofte Duitse torpedo, die aangespoeld was op de Italiaanse kust, had omgebouwd tot een soort onderwatertoestel waarop twee mannen als ruiters konden plaatsnemen. Hij ontwierp ook de eerste magnetische kleefmijn. die zo'n 45 kg woog en door de menselijke torpedo-onderzeeboot werd vervoerd tot bijna vlak bij het vijandelijke schip. Men liet de torpedo-onderzeeër op de zeebodem rusten en beide duikers zwommen naar het schip met hun kleefmijn. 
Dan brachten de twee duikers het magnetische gevaarte tegen de scheepsromp. De magneet moest sterk van aantrekkingskracht zijn om het bomgewicht tegen de scheepsromp te houden. Daarom gebeurde het dikwijls dat men een bons of doffe klap hoorde doordat de kleefmijn vlak bij de scheepsromp onmiddellijk krachtig werd aangezogen door de sterke aantrekkingskracht. Later waren de kleefmijnen lichter en beter te hanteren door één kikvorsman.
Toen men het wapen veelvuldig gebruikte tijdens de Tweede Wereldoorlog, hield men voortdurend rekening met zulke onderwateraanvallen in havens of ankerplaatsen. Men plaatste wachtposten aan dek die het wateroppervlak in het oog hielden en verdachte luchtbellen, geluiden of bewegingen in het water onmiddellijk moesten rapporteren. Een van de bekendste onderwaterraids tijdens de Tweede Wereldoorlog was het tot zinken brengen van twee Britse slagschepen in de haven van Alexandrië, Egypte, door de Italiaanse duiker Luigi Durand de la Penne en zijn mannen. Majoor Teseo Tesei verbeterde de Maiale en de kleefmijn, maar moest het met zijn leven bekopen tijdens een onderwateraanval op Britse oorlogsschepen in de haven van Valletta, Malta in 1941.